# 澳門巴士32T路線
澳門巴士32T路線是由新福利經營，往返旅遊塔和亞馬喇前地的臨時巴士路線。

## 簡介及歷史

### 32X路線
- 配合某些活動（如：煙花／美食節等）舉行，故設立「32X」路線接載乘客往返旅遊塔與亞馬喇前地。

| 32X路線時期曾開設日期及相關資料                                         |                                           |                                                     |             |
| 提供服務日期                                                            | 原因                                      | 備註                                                | 相關資料    |
| 2016年11月11-13日、17-20日、25-27日 2017年11月10-12日、16-19日、24-26日 | 澳門美食節 澳門格蘭披治大賽車試賽及比賽日 |                                                     | [ 1 ] [ 2 ] |
| 2016年12月31日21:00至1月1日01:00 2017年12月31日晚上至2018年1月1日凌晨   | 為配合於西灣湖廣場舉行的澳門除夕倒數活動  | 臨時調整至西灣湖街近消防局總部大樓的 臨時巴士站開出 | [ 3 ] [ 4 ] |
| 2017年10月1日                                                           | 澳門慶祝中華人民共和國國慶煙花匯演        | 臨時調整至西灣湖街的 “澳門旅遊塔臨時站”開出         | [ 5 ]       |
| 2017年12月17日 15:00-17:30                                              | 澳門國際幻彩大巡遊                        | 臨時取消停靠 “南灣湖景大馬路”站                     | [ 6 ]       |

### 32T路線
- 2018年4月21日，為配合實施巴士新收費，本線改為32T路線。[7]

| 32T路線時期曾開設日期及相關資料                       |                                    |                                              |               |
| 提供服務日期                                          | 原因                               | 備註                                         | 相關資料      |
| 2019年9月7、13、21、28日，10月1、5日 20:00-23:00      | 澳門國際煙花比賽匯演               | 總站調整至西灣湖街的“澳門旅遊塔臨時站”       | [ 8 ] [ 9 ]   |
| 2019年11月16、17日 19:00-22:00                        | 澳門美食節                         |                                              | [ 10 ]        |
| 2019年12月31日至2020年1月1日                          | 澳門除夕倒數活動                   | 總站調整至「西灣湖街臨時站」                 | [ 11 ]        |
| 2020年10月1日 21:25-22:25                             | 澳門慶祝中華人民共和國國慶煙花匯演 | 臨時調整至西灣湖街的 “澳門旅遊塔臨時站”開出  | [ 12 ]        |
| 2022年11月19、20、26、27日及12月3、4日                | 澳門美食節                         | 班距為15-25分鐘                              | [ 13 ]        |
| 2022年12月31日至2023年1月1日 22:00-01:00              | 澳門除夕倒數活動                   | 班距為10-15分鐘 總站調整至“澳門旅遊塔臨時站” | [ 14 ]        |
| 2023年7月8、9日 20:00-23:30                           | 第四屆騰訊音樂娛樂盛典戶外音樂節   | 總站調整至「西灣湖街臨時站」 班距為15-25分鐘 | [ 15 ] [ 16 ] |
| 2023年11月18、19日、25、26日及12月2、3日 19:00-23:00  | 澳門美食節                         | 以“澳門旅遊塔”為總站 班距為18-25分鐘         | [ 17 ]        |
| 2024年11月16、17日、23、24、30日及12月1日 19:00-23:00 | 澳門美食節                         |                                              | [ 18 ]        |

## 使用車輛

### 2019澳門國際煙花比賽匯演
- 蘇州金龍KLQ6108GQE5
- 蘇州金龍KLQ6108GQ28E4

### 2022年美食節及除夕
- 蘇州金龍KLQ6108GQE5

### 2023年騰訊音樂娛樂盛典戶外音樂節
- 蘇州金龍KLQ6116GHEV2

### 2023年美食節
- 蘇州金龍KLQ6116GHEV1

### 2024年美食節
- 蘇州金龍KLQ6106GHEV1

## 電牌
| 往旅遊塔方向     | 往旅遊塔方向 | 往旅遊塔方向 |
| 日期             | 頭牌         | 圖例         |
| ---------------- | ------------ | ------------ |
| 開線至今         | 旅遊塔       |              |
| 2024年11月16日起 | 旅遊塔       |              |
| 往亞馬喇前地方向 |              |              |
| 日期             | 頭牌         | 圖例         |
| 開線至今         | 亞馬喇前地   |              |
| 2024年11月16日起 | 亞馬喇前地   |              |

## 路線資料

### 收費
| 收費類別     | 收費類別                      | 收費類別             | 費用 |
| ------------ | ----------------------------- | -------------------- | ---- |
| 現金         | 現金                          | 現金                 | $6.0 |
| 境外支付工具 | 支付寶（內地及香港）          | 支付寶（內地及香港） | $6.0 |
| 境外支付工具 | 雲閃付 非綁定澳門銀聯卡       |                      | $6.0 |
| 境外支付工具 | 微信支付（內地及香港）        |                      | $6.0 |
| 境外支付工具 | 交通聯合 非澳門發行的全國通卡 |                      | $6.0 |
| 境內支付工具 | 澳門通                        | 全民卡               | $3.0 |
| 境內支付工具 | 澳門通                        | 學生卡               | $1.5 |
| 境內支付工具 | 澳門通                        | 長者卡               | 免費 |
| 境內支付工具 | 澳門通                        | 殘疾卡               | 免費 |
| 境內支付工具 | 聚易用＋                      | 聚易用＋             | $3.0 |

### 服務時間及班距
| 服務時間   | 2023年11月18、19、25、26日及12月2、3日 |
| ---------- | -------------------------------------- |
| 澳門旅遊塔 | 19:00-23:00                            |
| 班距       | 18-25分鐘                              |

### 路線停站
| 32T  | 旅遊塔 ↺ 亞馬喇前地 | 旅遊塔 ↺ 亞馬喇前地 |
| 序號 | 循環線              | 循環線              |
| 序號 | 站號                | 站名                |
| 1    | M177                | 澳門旅遊塔          |
| 2    | M181                | 燒灰爐              |
| 3    | M179                | 巴掌圍              |
| 4    | M172/5              | 亞馬喇前地          |
| 5    | M187                | 區華利前地          |
| 6    | M199                | 南灣湖景大馬路      |
| 7    | M177                | 澳門旅遊塔          |

## 圖片集

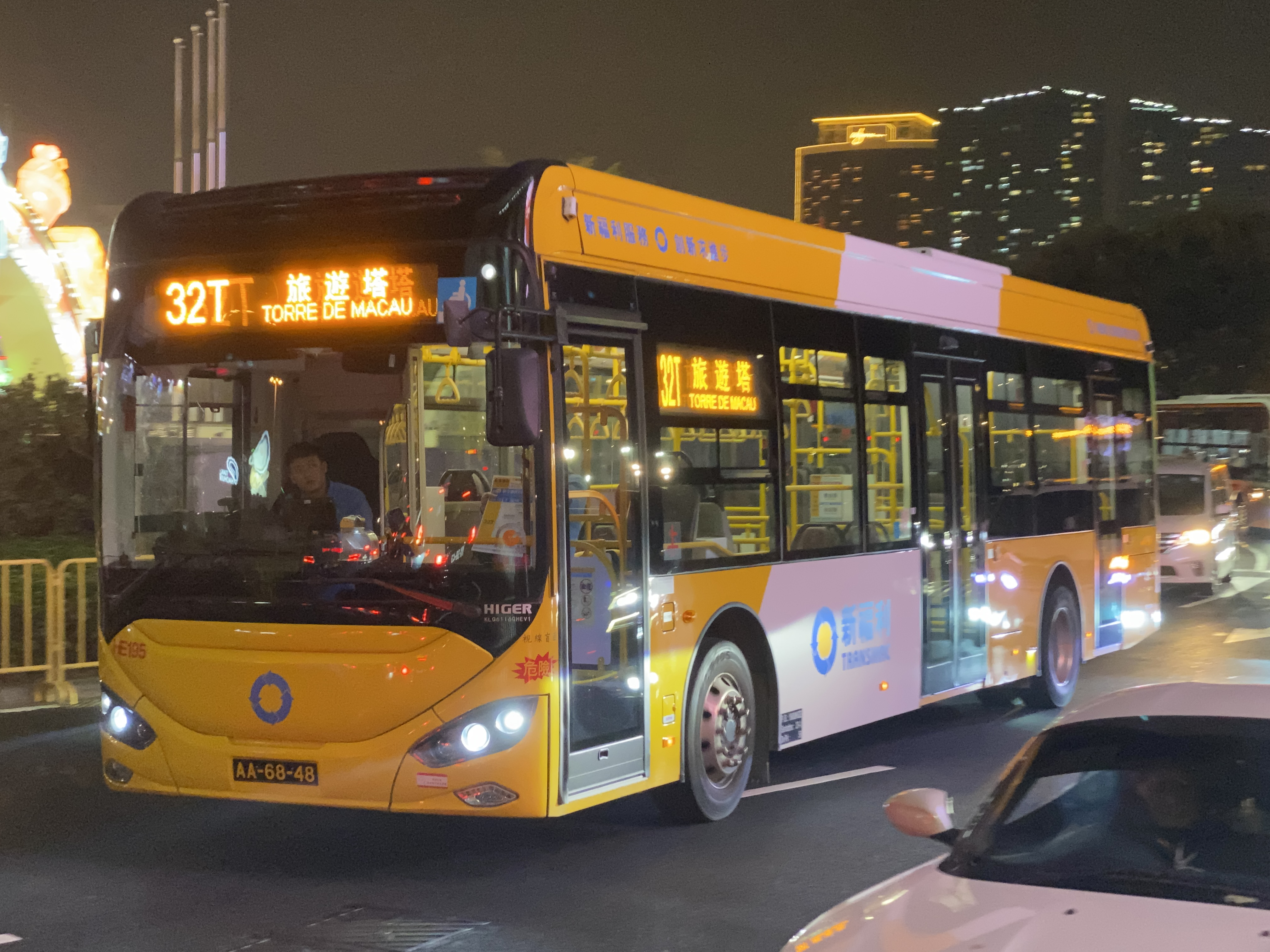
蘇州金龍KLQ6116GHEV1
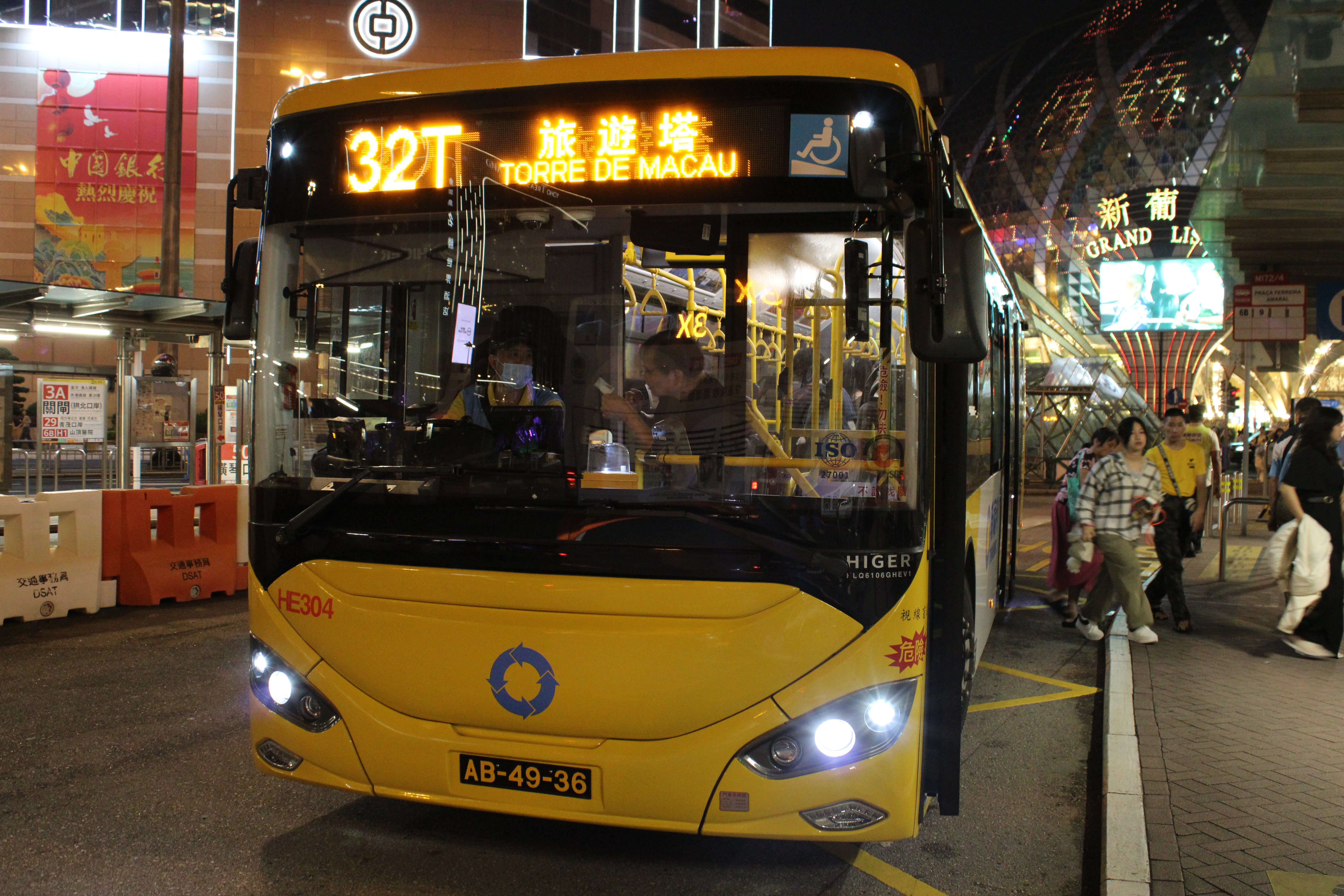
蘇州金龍KLQ6106GHEV1
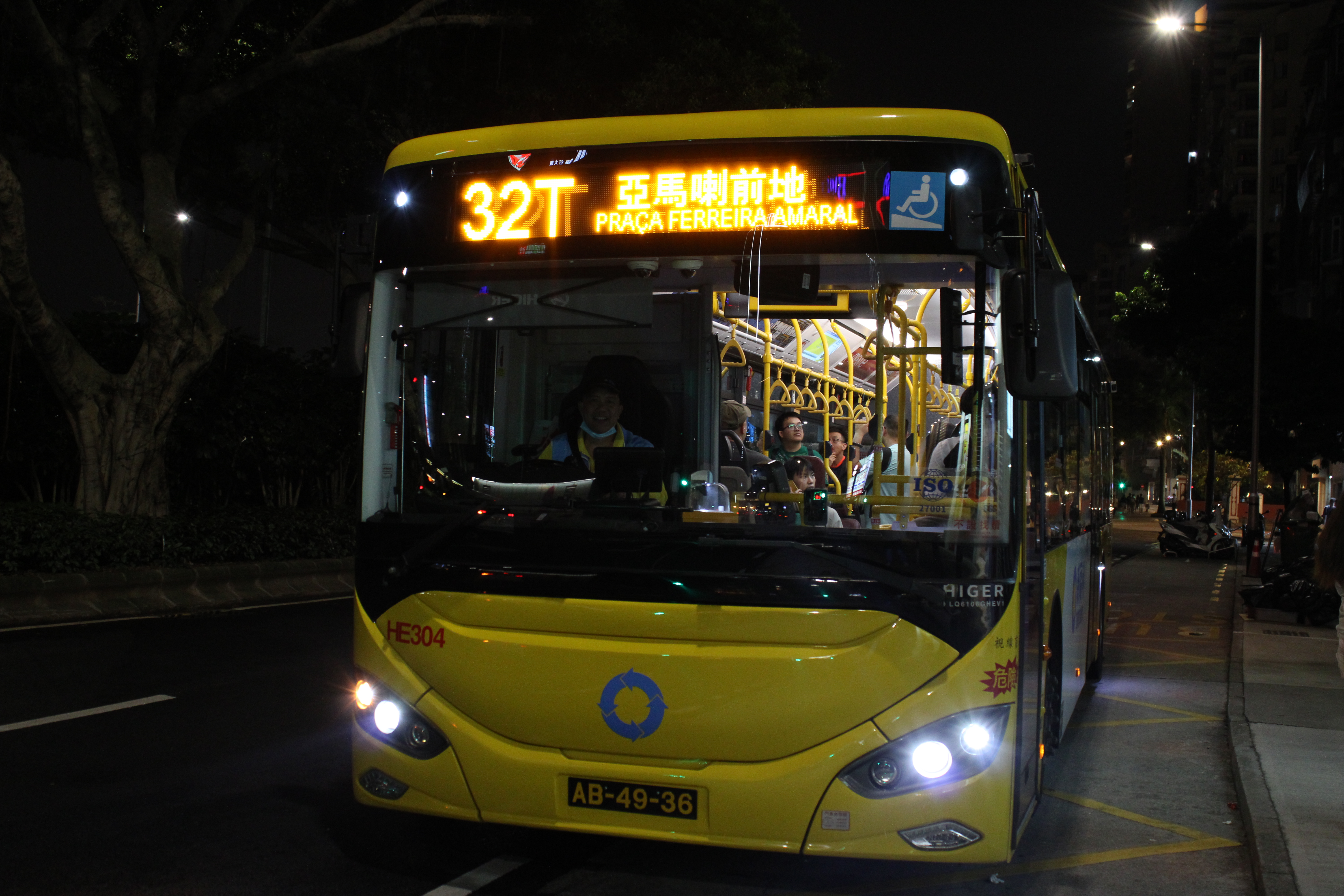
蘇州金龍KLQ6106GHEV1

## 客量
根據2020年公報，本線在2019年度尖峰時段共開出7,034班次，乘車人次為2,423人次，平均每班只接載0.34人次。

## 外部連結
- 澳門新福利公共汽車有限公司（官方網站） （页面存档备份，存于）